# Lila Gleitman
Lila Ruth Gleitman geborene Lichtenberg (* 10. Dezember 1929 in Brooklyn, New York City; † 8. August 2021) war eine US-amerikanische Entwicklungspsychologin, Kognitionswissenschaftlerin und Psycholinguistin.

## Werdegang
Lila R. Gleitman, geborene Lichtenberg, studierte Literaturwissenschaft am Antioch College mit dem Bachelor-Abschluss 1952 und Linguistik an der University of Pennsylvania mit einem Master-Abschluss 1962 und der Promotion 1967. Sie wurde Assistant Professor am Swarthmore College und ab 1972 Professorin für Linguistik an der University of Pennsylvania, ab 1973 Steven and Marcia Roth Professor für Psychologie.
Sie befasste sich mit der Frage, wie Kleinkinder Sprache erlernen, mit Psycholinguistik und morphologischer syntaktischer Struktur. Sie fand heraus, dass Kinder Wortbedeutungen besonders von Verben aktiv über syntaktische Strukturen abzuleiten versuchen (syntaktisches Bootstrapping, auch von Steven Pinker entwickelt), wobei blinde und taube Kinder beim Sprachenlernen in dieser Hinsicht ähnliche Mechanismen verwenden. Das konnte auch das langsamere Lernen der Bedeutungen von Verben als von Substantiven und Ähnlichem erklären.
Sie war Fellow  der American Association for the Advancement of Science, Mitglied der American Academy of Arts and Sciences 1999 und der National Academy of Sciences (2000). Im Jahr 2017 erhielt sie den David-E.-Rumelhart-Preis.
Sie war mit dem Professor für Psychologie an der University of Pennsylvania Henry Gleitman verheiratet.

## Schriften (Auswahl)
- mit Henry Gleitman: Phrase and Paraphrase: Some Innovative Uses of Language. Norton, New York 1970.
- als Hrsg. mit Eric Wanner: Language Acquisition: The State of the Art. Cambridge University Press, New York 1982.
- mit B. Landau: Language and experience: Evidence from the blind child. Harvard University Press, 1985, ISBN 978-0674510265.
- The structural sources of verb meanings. In: Language Acquisition. Band 1, 1990, S. 3–55.
- mit Henry Gleitman, C. Miller und R. Ostrin: Similar and similar concepts. In: Cognition. Band 58, 1996, S. 321–376.
- mit P. Li: Turning the tables: spatial language and spatial reasoning. In: Cognition. Band 83, 2002, S. 265–294.
- mit A. Papafragou: Language and thought. In: R. Morrison, K. Holoyak (Hrsg.): Cambridge Handbook of Thinking and Reasoning. Cambridge UP 2004.
- mit K. Cassidy, A. Papafragou, R. Nappa und J. T. Trueswell: Hard words. In: Journal of Language Learning and Development. Band 1, 2005, S. 23–64.
- mit J. Trueswell: Children’s eye movements during listening: evidence for a constraint-based theory of parsing and word learning. in: J. M. Henderson, F. Ferreira (Hrsg.): Interface of vision, language, and action. Psychology Press, New York 2005.
- mit D. January, R. Nappa und J. C. Trueswell: On the give and take between event apprehension and utterance formulation. In: Journal of Memory and Language. Band 57, 2007, S. 544–569.
- mit A. Papafragou und K. Cassidy: When we think about thinking: The acquisition of belief verbs. In: Cognition. Band 105, 2007, S. 125–165.
- mit P. Li, L. Abarbanell und A. Papafragou: Spatial reasoning in Tenejapan Mayans. In: Cognition. Band 120, 2011, S. 33–53.